# John McEntire
John McEntire (Portland, 9 aprile 1970) è un batterista e produttore discografico statunitense.

## Biografia
Nato a Portland (Oregon), lavora soprattutto a Chicago ed è conosciuto come membro dei gruppi musicali post-rock Tortoise e The Sea and Cake.
I Tortoise si sono formati verso la fine degli anni '80, mentre i The Sea and Cake sono stati fondati nel 1994.
Da musicista ha collaborato anche con Richard Buckner, Come, Azita, Jandek, David Grubbs, Seam, My Dad Is Dead e Bastro.
I suoi lavori di produzione, missaggio e ingegneria sono svolti presso i Soma Studio di Chicago. Ha collaborato in queste vesti con Bundy K. Brown, Broken Social Scene, Bobby Conn, David Grubbs, Rob Mazurek, Nobukazu Takemura, Jim O'Rourke, PVT, Radian, Phil Ranelin, Red Krayola, The Research, Royal Trux, Neil, Stereolab, Teenage Fanclub, Wilco, Will Oldham, David Pajo, The Car Is on Fire e altri gruppi o artist.